# Giuseppe Gatti (archeologo)
Giuseppe Gatti (Roma, 23 novembre 1838 – Oriolo Romano, 2 settembre 1914) è stato un archeologo, epigrafista e storico italiano.

## Biografia
Nacque nel 1838 a Roma dove frequentò il Collegio romano per poi laurearsi all'Archiginnasio della Sapienza in diritto. Fu magistrato presso il Tribunale supremo della Sacra Rota fino allo scioglimento dell'istituto avvenuto nel 1870. L'attività di giurista venne presto sostituita dalle ricerche archeologiche ed epigrafiche. Tale interesse lo portò a frequentò l'Istituto archeologico germanico, dove conobbe il direttore Wilhelm Henzen e lo studioso di Roma cristiana Giovanni Battista De Rossi, i quali erano impegnati nella redazione dei volumi del Corpus inscriptionum Latinarum dedicati a Roma. Gatti diventò presto un allievo e amico di De Rossi, il quale lo incaricò di pubblicare il terzo volume del Corpus, Inscriptiones christianae urbis Romae septimo saeculo antiquiores, opera che verrà pubblicata postuma nel 1915. 
Lo studio delle fonti epigrafiche portarono Gatti a scrivere per diverse riviste come il Bullettino della Commissione archeologica comunale di Roma ed articoli di vario genere come lo studio della topografia e della e storia giuridica, istituzionale e amministrativa di Roma antica e medievale; in particolare in quest'ambito tracciò l'evoluzione dei provvedimenti legislativi in materia di salvaguardia del patrimonio archeologico raccolti in Cinquant'anni di storia italiana (1860-1910). 
Durante la sua carriera ricoprì diversi ruoli di prestigio sia nelle istituzioni accademiche e sia nelle strutture amministrative, tra le quali: professore di epigrafia giuridica prima nell'Accademia storico-giuridica e poi nel seminario romano dell'Apollinare; capo dell'Ufficio scavi di Roma e del suburbio tra 1892 e 1907 e direttore del Museo nazionale romano dal 1897; membro della Commissione archeologica comunale di Roma, di cui fu vicesegretario effettivo dal 1890, e direttore del Bullettino dal 1902; amministratore (dal 1905) della Regia Accademia dei Lincei; presidente dal 1900 della Pontificia Accademia romana di archeologia fino alla morte, avvenuta nel 1914 a Oriolo Romano. 
Il 15 marzo 1896 divenne socio dell'Accademia delle scienze di Torino.
La sua passione per gli studi dell'antica Roma influenzò anche la sua famiglia, in particolare la formazione del nipote Guglielmo Gatti, celebre archeologo romano.

## Opere
- Statuti dei mercanti di Roma, Roma, Tipografia della pace di Filippo Cuggiani, 1885.
- Statuti dei mercanti di Roma, Sala Bolognese, Arnoldo Forni, 1980.